# 919
919 (CMXIX) fue un año común comenzado en viernes del calendario juliano, en vigor en aquella fecha.

## Acontecimientos
- Enrique I el Pajarero es coronado Rey de Francia Orientalis

## Nacimientos
- Enrique I, duque de Baviera, supuesta fecha de nacimiento.